# Alan Thompson (canoista)
Alan Blair Thompson (Gisborne, 14 giugno 1959) è un ex canoista neozelandese.

## Palmarès

### Olimpiadi
- 2 medaglie:
  - 2 ori (Los Angeles 1984 nel K1 1000 metri; Los Angeles 1984 nel K4 1000 metri)

### Mondiali
- 3 medaglie:
  - 2 argenti (Belgrado 1982 nel K1 1000 metri; Belgrado 1982 nel K2 500 metri)
  - 1 bronzo (Tampere 1983 nel K1 1000 metri)